# Никольский, Фёдор Яковлевич
Никольский Фёдор Яковлевич (1816—1880) — русский писатель, публицист и краевед Ярославской губернии.

## Биография
Родился в 1816 году в селе Никульское Переславского уезда Владимирской губернии (ныне Переславского района Ярославской области) в семье священника. Учился в Переславском духовном училище, Ярославской духовной семинарии, Московской духовной академии (1838—1842), которую окончил с отличием.
Был назначен профессором в Вологодскую духовную семинарию. Опубликовал диссертационное исследование «О воспитании детей у древних христиан» (1846, два издания).
С августа 1846 до сентября 1847 года секретарь в Вологодском губернском правлении. Неудачно пытался устроиться учителем гимназии в Москве. С 9 августа 1848 года помощник контролёра Ярославской палаты государственных имуществ. С 17 ноября 1856 до 24 ноября 1860 года старший чиновник особых поручений при губернаторе А. П. Бутурлине, уволился по болезни. С июня 1864 по май 1867 года старший помощник правления губернской канцелярии. После и до смерти — корректор в земской типографии.
С 25 августа 1848 до апреля 1862 года редактор неофициальной части «Ярославских губернских ведомостей». При нём в газете отмечен подъём интереса к краеведению. В эти годы стали публиковаться такие исследователи как ростовчане А. Я. Артынов и П. В. Хлебников, мологжанин А. А. Финютин, угличане И. П. и В. И. Серебренниковы, мышкинец Г. В. Костров, ярославцы В. И. Лествицын и Л. Н. Трефолев. По словам Лествицына, за это время в газете была «напечатана такая огромная масса относящихся к нашей губернии статей и статеек, с которой ничто в здешней литературе не может равняться и которая составляет вековечный памятник Никольскому и его эпохе».
В 1850 году анонимно напечатал в губернских ведомостях (№ 1-47) «Историческое, географическое и статистическое описание Ярославской губернии». На его основе в 1859 году по поручению губернатора составил и опубликовал на средства купца Н. М. Журавлева свой главный труд — «Путеводитель по Ярославской губернии», ставший предшественником всех аналогичных краеведческих изданий.
Являлся членом-корреспондентом Русского географического и Вольного экономического обществ, действительным членом Ярославского губернского статистического комитета.
Умер 22 апреля 1880 года. Похоронен в приходе церкви Параскевы Пятницы на Туговой горе.